# Khalid Al-Braiki
Khalid Nasser Fadhil Al-Braiki (arab. خالد البريكي; ur. 3 lipca 1993 w Maskacie) – omański piłkarz grający na pozycji obrońcy. Od 2018 jest zawodnikiem klubu Al-Nasr Salala.

## Kariera piłkarska
Swoją karierę piłkarską Al-Braiki rozpoczął w klubie Al-Mussanah Club, w którym w 2014 roku zadebiutował w pierwszej lidze omańskiej. W 2016 roku odszedł do Al-Shabab Seeb. W sezonach 2016/2017 i 2017/2018 wywalczył z nim dwa wicemistrzostwa Omanu. W 2018 przeszedł do Al-Nasr Salala.

## Kariera reprezentacyjna
W reprezentacji Omanu Al-Braiki zadebiutował 9 września 2018 w zremisowanym 0:0 towarzyskim meczu z Libanem. W 2019 roku został powołany do kadry na Puchar Azji.